# Blåvitt Elofsson
Lars-Gösta Blåvitt Thaagaard Elofsson, född 31 oktober 1953 i Mölndal, är en svensk socialdemokratisk politiker. Han är sedan 2025 riksdagsledamot, invald för Värmlands läns valkrets.